# Porúbka (district de Sobrance)
Porúbka est un village de Slovaquie situé dans la région de Košice.

## Histoire
Première mention écrite du village en 1411.

## Démographie

### Évolution de la population
| Année:               | 1994. | 2004.   | 2014.   | 2024.   |
| -------------------- | ----- | ------- | ------- | ------- |
| Nombre de personnes: | 473   | 460     | 420     | 400     |
| Différence:          |       | -2,74 % | -8,69 % | -4,76 % |

| Année:               | 2023. | 2024.   |
| -------------------- | ----- | ------- |
| Nombre de personnes: | 409   | 400     |
| Différence:          |       | -2,20 % |

## Politique
| Nom              | Parti politique      | Date de l'élection | Fin du mandat |
| ---------------- | -------------------- | ------------------ | ------------- |
| Stanislav Figľar | Candidat indépendant | 02.12.2006         | Déc. 2010     |